# Yann Le Neveu
Pour les articles homonymes, voir Neveu.
Yann Le Neveu, né en 1954, est un photographe d'écrivains.

## Biographie
Quelques écrivains photographiés : Irène Frain, Roger Gicquel, Yann Queffélec.

## Expositions
- 2008 : Fougères